# Hiroshi Yoshimura
Pour les articles homonymes, voir Yoshimura.
Hiroshi Yoshimura (吉村 弘, né le 22 octobre 1940 et mort le 23 octobre 2003) est un artiste japonais. Compositeur et musicien, il est considéré comme l'un des pionniers de l'ambient au Japon.

## Biographie
En 1964, Hiroshi Yoshimura sort diplômé du département Lettres, Arts et Sciences de l'université Waseda de Tokyo.   
Pendant sa jeunesse dans les années 1960, il est influencé par le mouvement artistique Fluxus. Alors popularisé au Japon par le couple Yoko Ono et Toshi Ichiyanagi, ce courant promeut une symbiose entre l'art et la vie et considère l'œuvre d'art comme un objet du quotidien. Il se forme en tant qu'artiste conceptuel avant de se tourner vers la musique. Il devient par la suite une figure importante de la scène japonaise post-Fluxus aux côtés d'Akio Suzuki et Takehisa Kosugi. 
Outre son œuvre musicale, il réalise de nombreuses commandes de conceptions sonores : de la musique d'ambiance pour des défilés de mode, des parfums et des maisons préfabriqués, et du design sonore avec l'entreprise TOA (en) pour des gares ferroviaires, des halls d'aéroports, des musées, et un aquarium. Toutefois, il ne considère pas ce travail comme secondaire mais plutôt comme le prolongement logique de sa conception du son, destiné à instaurer une sérénité générale au quotidien. Le journaliste Thea Ballard explique : « La musique d'ambiance est souvent liée à une sorte d'intériorité psychique, mais Yoshimura (...) compose une musique à valeur de réponse, qui est conçue pour exister dans des lieux physiques : pour les gares, les défilés, etc. ».  
Il travaille également comme conférencier à l'université des arts de Tokyo, à l'université de Chiba et à l'université de musique de Kunitachi.
On lui diagnostique un cancer de la peau en 1999, dont il meurt en 2003.

## Œuvre
L'intégralité de sa discographie est disponible sur Youtube. C'est sur cette plateforme que son œuvre a rencontré le plus de succès hors du Japon,. En 2020, le label Light in the Attic Records annonce initier une série de rééditions de l'œuvre d'Hiroshi Yoshimura, intitulée WATER COPY.

### Music for Nine Post Cards(1982)
En 1982, le compositeur Satoshi Ashikawa décide d'initier une série d'albums intitulée Wave Notation, destinée à développer une musique inspirée du design sonore, assez discrète et douce pour flotter dans l'espace. Cette série musicale est pensée comme un antidote sonore pour l'homme moderne car, selon Ashikawa, « il ne fait aucun doute que notre époque - dans laquelle nous sommes inondés de sons - est sans précédent dans l'histoire (...) Actuellement, les niveaux de son et de musique dans l'environnement ont clairement dépassé la capacité de l'homme à les assimiler, et l'écosystème auditif commence à s’effondrer ». Hiroshi Yoshimura en compose le premier opus, Music for Nine Post Cards, et Satoshi Ashikawa le second, intitulé Still Way. 
Yoshimura propose ensuite sa maquette au musée d'art contemporain de Hara à Tokyo, qui accepte de la diffuser dans les salles d'expositions. Le succès de ces morceaux auprès des visiteurs encourage les deux hommes à créer un label, Sound Process, afin de commercialiser leurs deux opus. Yoshimura explique avoir a été séduit par « l'architecture immaculée » de l'édifice, par « la vue sur les arbres de sa cour depuis l'intérieur ». Ainsi, « les neuf cartes postales du titre, comme un clin d'œil à cette vue du Musée de Hara, font référence à une série de vues de fenêtres ». 
Music for Nine Post Cards ouvre la voie à la musique environnementale japonaise (ou kankyō ongaku), inspirée par l'ambient de Brian Eno, la musique d'ameublement d'Erik Satie et le paysage sonore de R. Murray Schafer. L'album est réédité en 2019 par Light in the Attic Records, sur un label satellite créé pour l'occasion, Empire of Signs (dont le nom fait référence à l'ouvrage de Roland Barthes sur le Japon, L'Empire des signes). Les éditeurs livrent un résumé de la philosophie sonore d'Hiroshi Yoshimura : « La musique n'est pas un absolu externe, mais un item qui s'imbrique dans un environnement physique et qui déplace l'expérience de l'auditeur à l'intérieur de celui-ci. »
Cette réédition rencontre un certain succès chez la critique, notamment pour le Times ou Pictchfork. On peut lire dans ce dernier :    

« La musique, résume Ashikawa, n'est pas seulement destinée à être quelque chose qui existe par elle-même, seule. Influencé par des figures sonores comme celles d'Erik Satie ou Brian Eno, ce son en développement a également progressé avec une spécificité et un doux sens de l'intention, cet album répondant à la surcharge sonore urbaine (et, peut-être, au développement d'idées sur les médias : une prise de conscience que la culture ne reflète pas seulement la réalité, mais la produit activement) »

### Pier & Loft(1983)
Hiroshi Yoshimura compose les sept morceaux de son second album, Pier & Loft, pour une exposition de mode qui se tient en 1983 dans un entrepôt dans la baie de Tokyo. La chaîne de magasins Seibu avait organisé cette exposition afin de parfaire l'identité de cette zone d'entrepôt, qui se voulait être l'imitation de la culture Loft à New York, avec ses galeries et ses ateliers d'artistes.    
L'album sort en format cassette sur le label du producteur et compositeur Yoshio Ojima, qui accompagne Yoshimura lors de la première performance live de l'album. L'album est réédité sur vinyle en 2017 par le label japonais 17853 Records, spécialisé dans l'édition d'œuvres japonaise rares et appréciées des amateurs de musique underground. Les éditeurs résument ainsi la philosophie de l'album : « Son regard vers la baie de Tokyo prend la forme de particules sonores... qui chatouillent doucement tout en se teintant de changement »
La sortie de cet album coïncide avec celle de plusieurs opus majeurs de l'ambient japonais, comme Through the Looking Glass de Midori Takada ou Music For Commercials de Yasuaki Shimizu. Pour Olivier Lamm de Libération, ces albums fondateurs « confirment d'ailleurs l'étendue de ce domaine immensément riche que l'Occident commence tout juste à défricher : l'ambient s'est épanouie au Japon il y a trois décennies comme une orchidée dans un marais ».

### Air In Resort(1984)
En 1984, la société japonaise de cosmétiques Shiseido lui commande une œuvre musicale destinée à compléter un parfum : A・I・R, une fragrance inspirée par les odeurs de forêts. Yoshimura compose six morceaux, répartis sur deux faces aux thématiques complémentaires : la face A (la forêt) et la face B (la mer). Le vinyle est vendu dans un sac hermétiquement fermé, qui libère le parfum une fois ouvert. 
C'est le premier album d'Hiroshi Yoshimura à intégrer des bruits naturels aux sonorités acoustiques et électroniques. Des chants d'oiseaux, le bruit d'un ruisseau, la rumeur de l'océan, sont mêlés aux sons de cloches et de synthétiseurs. 

### Green(1986)
Le troisième album d'Hiroshi Yoshimura est le premier à ne pas naître d'une commande. Il l'enregistre pendant l'hiver 1985 dans son studio privé, Hiroh 806, à l'aide de trois synthétiseurs Yamaha (notamment le célèbre Yamaha DX7), d'un séquenceur Roland et de son ordinateur. 
Green est un album paisible, en réponse à l'agitation urbaine du Tokyo des années 1980, en plein boom économique. Il illustre, comme l'écrit Olivier Lamm de Libération, « la philosophie d'une musique discrète et prophylactique - idéale pour aider l'âme à se guérir des désagréments de la vie dans la supernova capitaliste - qui a fait florès dans une société japonaise plus prospère ». Son titre, contre toute attente, ne se réfère pas à la couleur verte mais au « cadre confortable du cycle naturel connu sous le nom de VERT », comme l'explique Yoshimura.
C'est aujourd'hui l'album le plus populaire d'Hiroshi Yoshimura (et le favori de l'artiste). En 2020, il est réédité par le label Light in the Attic Records (en), dans sa version vinyle japonaise d'origine, qui ne comprend aucun bruitage, contrairement à la version américaine.

### Surround(1986)
La même année, l'entreprise immobilière Misawa Homes lui demande de composer une bande-sonore pour ses maisons préfabriquées, qu'elle s'engage à produire. Le modernisme urbain prisé de la nouvelle génération japonaise exigeait selon eux un contrepoint naturel et contemplatif, qui devait prendre la forme d'une musique ambiante destinée à être diffusée à l'intérieur des maisons. Hiroshi Yoshimura compose le premier opus de cette série intitulée Soundscape, et Yutaka Hirose le second, Nova.
Cet album s'écarte des sonorités naturelles des précédents albums et délaisse l'inspiration de la musique traditionnelle japonaise, pour s'orienter vers une atmosphère plus occidentale et moderne. Ce basculement est illustré par la piscine de la pochette, luxe de la maison américaine inaccessible aux jeunes Japonais. 

### Flora(1987)
Hiroshi Yoshimura enregistre cet album en 1987 dans son studio Hiroh 806, mais il sera édité qu'en 2006 par le label PREM Promotion.  
Yoshimura y délaisse les sonorités aquatiques du Yamaha DX7 pour privilégier des mélodies plus pop et lumineuses, inspirée de promenades ensoleillées dans la forêt. L'album se clôt justement sur un morceau intitulé Satie On The Grass, dont le titre illustre bien le pont esthétique entre la musique minimaliste d'Erik Satie et les espaces naturels du Japon. 

### Static(1988)
Cet album naît de la collaboration entre Hiroshi Yoshimura, qui compose les onze titres, et la pianiste Satsuki Shibano. Il est de nouveau produit par l'entreprise Misawa Homes.  
L'album est entièrement joué au piano, sans aucun ajout électronique. Satsuki Shibano est une compagnonne musicale d'Hiroshi Yoshimura et Satoshi Ashikawa depuis 1984, date à laquelle elle sort le troisième et dernier opus de la série Wave Notation, une interprétation des œuvres d'Erik Satie.

### Wet Land(1993)
Après cinq années consacrées à l'enseignement, Hiroshi Yoshimura sort son huitième album sur le label Eastworld. Il revient aux origines de son œuvre : nappes de synthétiseurs, mélodies aquatiques et entêtantes, sons de cloches, tout en effectuant un tournant vers la musique new-wave.

### Face Music(1994)
Hiroshi Yoshimura compose cet album pour l'école de maquillage de Shū Uemura. Véritable ovni dans sa discographie, Face Land est une ré-interprétation des œuvres baroques des compositeurs italiens Vivaldi, Scarlatti, Stradella, Caccini et Monteverdi. L'albums mêle les compositions des maîtres italiens aux compositions électroniques de Yoshimura, qui s'accompagne de la cantatrice Lei Abe.    

### Quiet Forest(1998)
Dernier album sorti du vivant d'Hiroshi Yoshimura, Quiet Forest mêle le doux tempo spécifique du chill-out urbain aux sonorités naturelles. Cet ultime opus s'ouvre sur un poème dit en français par Yoshimura.    
« Mon cher ami, quand je voyageai, cherchant uniquement l'air limpide, sans m'en apercevoir, j'allai dans la forêt de pluie. C'est très calme, l'intérieur de la forêt. Les arbres couverts de mousse faisaient flotter leurs longues barbes vertes. J'ai entendu les fées chuchoter entre elles. L'air limpide, c'était ce chuchotement. Le cadeau de la forêt.     

La musique parfumée de la forêt. » (Hiroshi Yoshimura, Quiet Forest) 

### Four Post Cards(2004)
Hiroshi Yoshimura compose cet album durant la dernière année de sa vie, dont les six morceaux sont destinés à être joués dans les salles du musée d'art moderne de la préfecture de Kanagawa, situé entre le mont Sangaoka et la baie de Sagami. Cet ultime opus est comme le miroir de son premier album, dont il emprunte le titre, le processus créatif et les sonorités minimalistes. 

### Soft Wave for Automatic Music Box (Early Works, 1973-1976)(2005)
Le label japonais Nuvola sort en 2005 une compilation des œuvres de jeunesse d'Hiroshi Yoshimura. Les deux premiers morceaux de l'opus sont enregistrés en utilisant une boîte à musique, et le dernier en utilisant un ensemble d'instruments acoustiques (un saxophone soprano, un violoncelle et des percussions).  
Cet album permet de découvrir les premières expérimentations sonores de Yoshimura, alors inspiré par la musique minimaliste américaine des années 1960 et 1970. 

### Kankyō Ongaku: Japanese Ambient, Environmental & New Age Music 1980-1990(2019)
Le label Light in the Attic Records inclut Hiroshi Yoshimura sur sa compilation de musique environnementale japonaise. L'album, nommé pour le Best Historical Album aux Grammy Awards, rencontre un franc succès et la musique d'Hiroshi Yoshimura connaît un regain d'intérêt. Ce même label annonce la même année avoir entrepris une réédition de l'intégralité de l'œuvre d'Hiroshi Yoshimura, en collaboration avec son épouse.
Olivier Lamm, dans sa critique de l'album, décrit Hiroshi Yoshimura comme « un ambianceur et acousticien réputé, sonorisant autant les centres commerciaux que les passages souterrains, les immeubles de bureau ou les maisons modèles. C'est tout le double paradoxe de l'ambient, musique volontairement discrète qui à la fois s'offre comme une marchandise idéale par sa capacité à se fondre dans le décor ou être vampirisée par la publicité et qui remet radicalement en cause les habitudes d'écoute trop déterminées de la musique populaire ». Toutefois, il reconnait que ces rééditions connaissent un immense succès :  

« Comme si, au-delà de leur beauté - parfois détachée, parfois intense - et de la poussière typique des années 80 qu'elles charrient, ces pièces de musique, dont le premier projet était d'être discrètes, abritaient effectivement une habilité à nous apaiser momentanément de l'acmé perpétuelle d'une modernité vociférante et ultraconnectée, celle de notre temps - comme si elles l'avaient prémédité »

## Discographie
- 1982 : Music for Nine Post Cards
- 1983 : Pier & Loft
- 1984 : A・I・R [Air In Resort]
- 1986 : Green
- 1986 : Surround
- 1987 : Flora
- 1988 : Static
- 1993 : Wet Land
- 1994 : Face Music
- 1998 : Quiet Forest
- 2004 : Four Post Cards
- 2005 : Soft Wave for Automatic Music Box (Early Works, 1973-1976)

### Compilations
- 2019 : Kankyō Ongaku : Japanese Ambient, Environmental & New Age Music 1980-1990

### Conceptions sonores
- 1978 : Composition de « Alma's Cloud » à la demande du groupe audiovisuel public japonais NHK
- 1983 : Production sonore environnementale pour le musée de la ville de Kushiro
- 1986 : Production sonore environnementale pour le Parthénon Tama (Tama, Tokyo)
- 1988 : Composition de la musique du défilé de Shū Uemura à Paris
- 1989 : Installations sonores dans des espaces verts pour les villes de Nagoya et Shōnai
- 1991 : Conception du design sonore de la ligne Namboku du métro de Tokyo
- 1992 : Production sonore environnementale pour le restaurant Grand Café du Dai-ichi Hotel Tokyo Seafort
- 1994 : Conception sonore pour le hall du musée d'art de Yokohama
- 1998 : Production sonore environnementale pour la périphérie extérieure du stade international de Yokohama (Stade Nissan)
- 1998 : Production sonore environnementale pour l'aéroport international d'Osaka
- 1999 : Production sonore environnementale pour le centre commercial Venus Fort, situé sur l'île artificielle d'Odaiba
- 2001 : Pictogrammes sonores pour la ligne Kaigan du métro municipal de Kobe[36]
- 2002 : Conception sonore pour l'aquarium Aqua World à Ōarai
- 2003 : Création du logo sonore du musée d'art moderne de la préfecture de Kanagawa